# Quản lý thay đổi
Quản lý thay đổi (thường được viết tắt là CM) là thuật ngữ được lựa chọn để chỉ tất cả các phương pháp chuẩn bị và hỗ trợ các cá nhân, nhóm và các tổ chức trong việc tạo ra thay đổi trong tổ chức, bao gồm các phương pháp tái định hướng hay định nghĩa lại việc sử dụng các nguồn lực, quy trình kinh doanh, phân bổ ngân sách hay các chế độ vận hành khác để thay đổi công ty hoặc tổ chức. Quản lý sự thay đổi tổ chức (OCM) xem xét toàn bộ tổ chức và những gì cần thay đổi, trong khi quản lý sự thay đổi sẽ chỉ được sử dụng để chỉ ra cách mà con người và nhóm bị ảnh hưởng như thế nào trong quá trình chuyển đổi của tổ chức. Nó liên quan đến nhiều lĩnh vực khác nhau, từ xã hội học đến khoa học hành vi, công nghệ thông tin và các giải pháp kinh doanh.
Trong bối cảnh quản lý dự án, thuật ngữ "quản lý sự thay đổi" có thể được dùng để thay thế cho các quá trình kiểm soát thay đổi khi những thay đổi về phạm vi của dự án được đưa ra và được chấp thuận.

## Lịch sử

### Thập niên 60
NHiều mô hình, quy trình quản lý sự thay đổi dựa trên các nghiên cứu thất bại. Các nhà tư vấn thấy mỗi tương quan giữa ưu phiền về vấn đề sức khỏe và sự ưu phiền của người lao động trong một tổ chức do mất việc, nhiều mô hình ban đầu đã nắm bắt được toàn bộ cảm xúc của người lao động khi họ phàn nàn về những sự chuyển đổi liên quan đến công việc.
Trong công trình nghiên cứu sự lan truyền của sáng tạo Everett Rogers thừa nhận sự thay đổi được hiểu theo bối cảnh thời gian, các kênh giao tiếp và tác động của nó đối với các đối tượng tham gia. Tư duy đặt con người vào trung tâm của sự thay đổi là đóng góp cơ bản để phát triển khái niệm quản lý sự thay đổi. Ông cũng đề xuất các nhóm thích ứng mô tả cách con người phản ứng với những thay đổi như thế nào: Các nhà phát minh, người thích ứng đầu tiên, Nhóm ban đầu, Nhóm sau đó và người chậm chạp.

### Thập niên 80
Julien Philips, một nhà tư vấn của McKinsey & Company đã công bố một mô hình quản lý sự thay đổi vào năm 1982 trên tạp chí Quản lý Nguồn lực Con người, mặc dù phải mất đến một thập niên để người ta hiểu được công trình của anh ấy.
Robert Marshak từ đó đã ghi nhận được 6 công ty kế toán và tư vấn lớn đã áp dụng các công trình của các nhà tiên phong thay đổi tổ chức ban đầu như Daryl Conner và Don Harrison, do đó đã đóng góp cho sự hợp pháp hóa toàn bộ nền công nghiệp quản lý thay đổi khi họ đặt tên cho các dịch vụ kĩ thuật của họ là quản lý sự thay đổi trong thập niên 80.

### Thập niên 90
Trong quyển sách xuất bản vào năm 1993 có tựa đề Quản lý Tốc độ thay đổi (Managing at the Speed of Change), Daryl Conner đã tạo ra thuật ngữ "nền tảng đang cháy - burning platform" dựa trên sự kiện cháy giàn khoan dầu Piper Alpha ở biển Bắc. Ông ấy đã thành lập Conner Partners vào năm 1994, tập trung vào các kĩ thuật lựa chọn và hiệu suất con người để giúp các phát kiến công nghệ được tiếp thu và sử dụng tốt nhất có thể.

### Thập niên 2000
Linda Ackerman Anderson đã đưa ra quan điểm trong Beyond Change Management rằng các nhà lãnh đạo hàng đầu cuối thập niên 80 đầu thập niên 90 ngày càng không hài lòng với sự thất bại trong việc tạo ra sự thay đổi theo phong cách từ trên xuống, tạo ra vai trò nhà lãnh đạo thay đổi để chịu trách nhiệm về mặt con người của thay đổi. Bản Tuyên ngôn của ngành công nghiệp quản lý thay đổi - State of the Change Management Industry đầu tiên đã được xuất bản trên mục tin tức nhà tư vấn - Consultants News vào tháng 2 năm 1995.

### Giai đoạn 2000-2010
Ở Australia, quản lý sự thay đổi hiện nay được chấp nhận như một nghề nghiệp chính thức qua công việc của Christina Dean với chính phủ Australia trong việc củng cố tiêu chuẩn năng lực quốc gia và các chương trình giáo dục từ trung học đến thạc sĩ.
Để đối phó với các báo cáo liên tục về sự thất bại liên tục của các chương trình thay đổi theo kế hoạch từ trên xuống quy mô lớn, các nhà thực hành thay đổi sáng tạo đã báo cáo những thành công khi áp dụng các nguyên tắc tinh gọn và Agile vào lĩnh lực quản lý sự thay đổi.
Hiệp hội các chuyên gia quản lý thay đổi (ACMP) đã công bố một giấy chứng nhận mới để nâng cao chuyên môn: Chứng nhận chuyên gia quản lý thay đổi (CCMP) vào năm 2016.

## Cách tiếp cận
Quản lý thay đổi tổ chức sử dụng một cách tiếp cận có cấu trúc để đảm bảo rằng các thay đổi được thực hiện thuận lợi và thành công để đạt được các lợi ích lâu dài.

### Nguyên nhân để thay đổi
Toàn cầu hóa và sự đổi mới liên tục của công nghệ dẫn đến một môi trường kinh doanh không ngừng phát triển. Các hiện tượng như phương tiện truyền thông xã hội và khả năng thích ứng di động đã cách mạng hóa kinh doanh và ảnh hưởng của việc này là nhu cầu thay đổi ngày càng tăng, và do đó cần có  thay đổi quản lý. Sự tăng trưởng về công nghệ cũng có ảnh hưởng thứ hai của việc tăng tính khả dụng và do đó trách nhiệm giải trình kiến thức. Thông tin dễ tiếp cận đã dẫn đến sự giám sát chưa từng thấy của các cổ đông và giới truyền thông và áp lực lên quản lý.
Với môi trường kinh doanh trải qua quá nhiều thay đổi, các tổ chức phải học cách để trở nên thoải mái hơn với sự thay đổi. Do đó, khả năng quản lý và thích ứng với thay đổi tổ chức là một yêu cầu cần thiết tại công sở ngày nay. Tuy nhiên, thay đổi tổ chức lớn và nhanh chóng là rất khó khăn vì cấu trúc, văn hoá và thói quen của các tổ chức thường phản ánh một "dấu ấn" của các thời kỳ quá khứ liên tục và khó loại bỏ, có khả năng chống lại sự thay đổi căn bản ngay cả khi môi trường hiện tại của tổ chức thay đổi nhanh chóng.
Do sự phát triển của công nghệ, thay đổi tổ chức hiện đại phần lớn được thúc đẩy bởi những đổi mới bên ngoài chứ không phải là các yếu tố bên trong. Khi những sự phát triển này xảy ra, các tổ chức thích ứng nhanh nhất tạo ra lợi thế cạnh tranh cho chính họ, trong khi các công ty từ chối thay đổi sẽ rớt lại phía sau. Hậu quả là lợi nhuận và thị phần sẽ mất đi nhanh chóng.
Thay đổi tổ chức sẽ ảnh hưởng trực tiếp đến tất cả các phòng ban và nhân viên. Toàn bộ công ty phải học cách xử lý những thay đổi đối với tổ chức. Hiệu quả của quản lý thay đổi có thể có tác động mạnh (tích cực hoặc tiêu cực) lên tinh thần nhân viên.

### Các mô hình thay đổi
Có một số mô hình quản lý sự thay đổi:
Quy trình 8 bước của John Kotter để dẫn dắt sự thay đổi

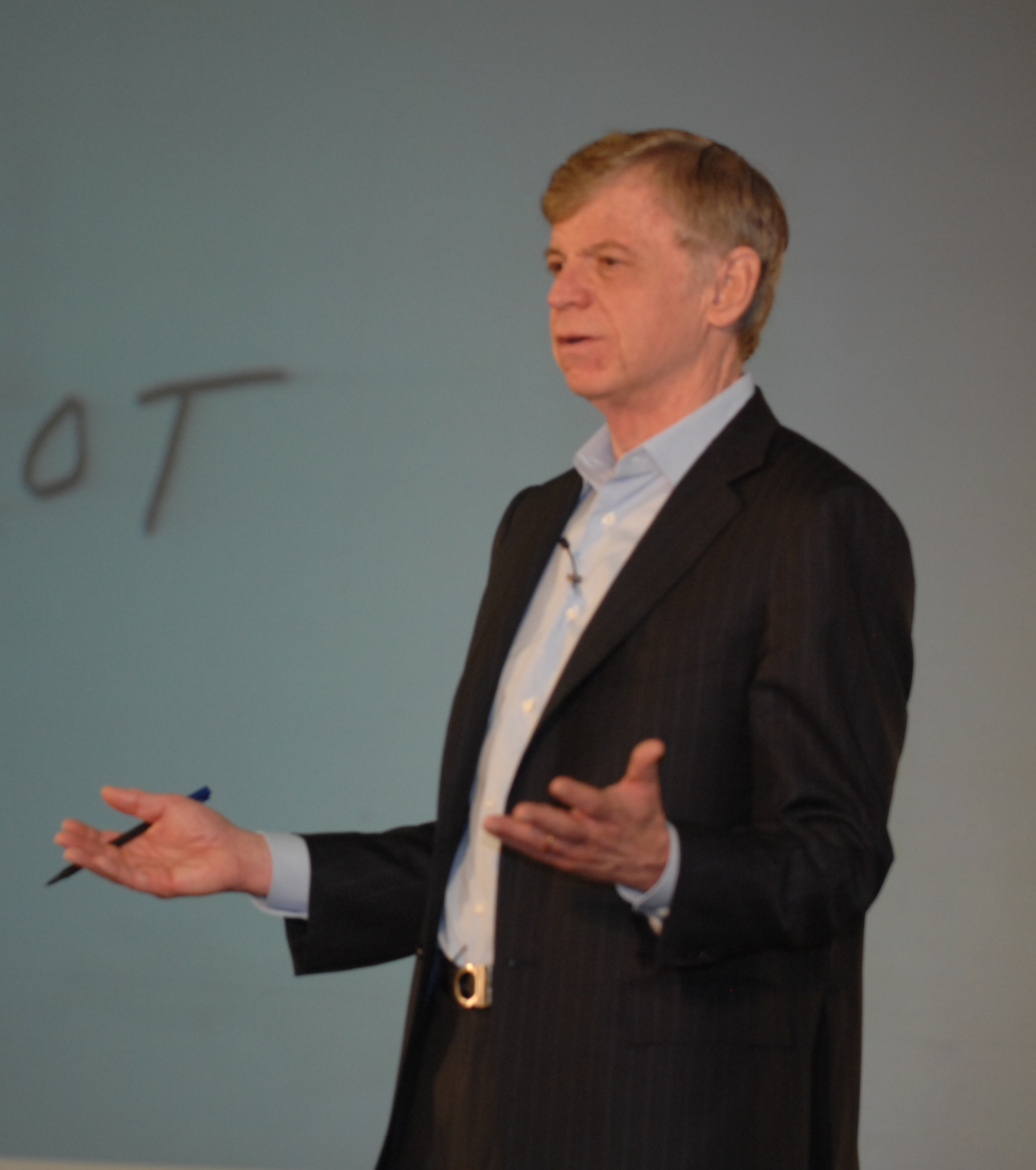
Giáo sư John P. Kotter, người tiên phong trong quản lý sự thay đổi,phát minh quy trình 8 bước dẫn dắt sự thay đổi

Giáo sư John P. Kotter, Giáo sư danh dự về lãnh đạo Konosuke Matsushita, ở trường Kinh doanh Harvard, đã phát minh quy trình 8 bước để dẫn dắt sự thay đổi. Có 8 bước:
- Thiết lập một cảm giác cấp bách
- Tạo ra các liên kết theo hướng dẫn
- Xây dựng Tầm nhìn và Chiến lược
- Giao tiếp với tầm nhìn về sự thay đổi
- Cho phép nhân viên hoạt động trong phạm vi rộng
- Tạo ra các chiến thắng ngắn hạn
- Củng cố thành quả và tạo ra nhiều sự thay đổi hơn
- Neo phương pháp tiếp cận mới vào trong văn hóa

Change Management Foundation và mô hìn
Change Management Foundation được định hình như hình chóp với quản lý dự án quản lý mặt kĩ thuật và con người quản lý sự thay đổi ở bên dưới và sự lãnh đạo định hướng từ bên trên. Mô hình quản lý sự thay đổi bao gồm 4 bước:
- Xác định nhu cầu thay đổi
- Chuẩn bị và lên kế hoạch thay đổi
- Thực hiện thay đổi
- Bảo vệ sự thay đổi

Chu trình Lên kế hoạch-Thực hiện-Kiểm tra-Hành động của Deming

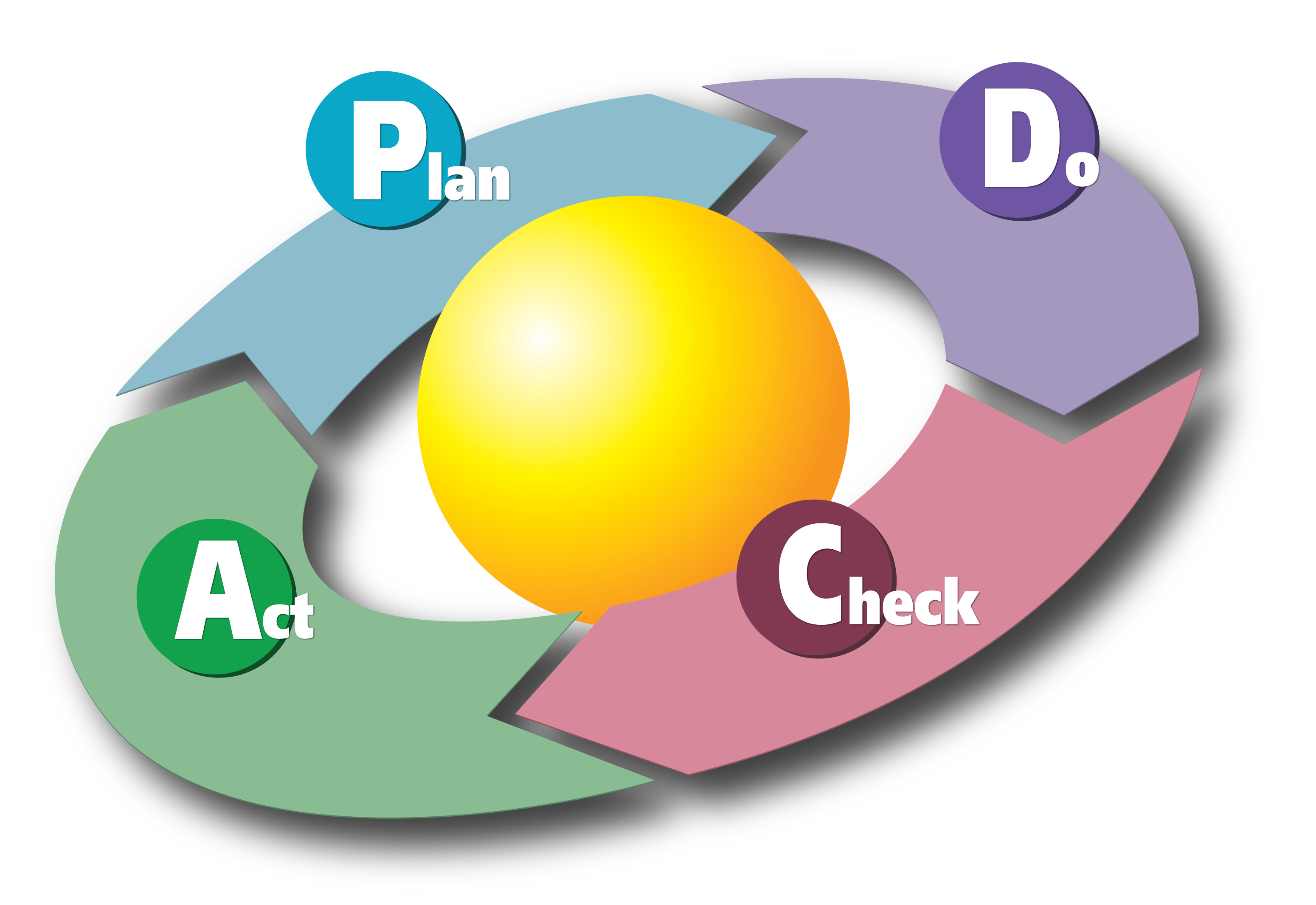
Chu trình Plan-Do-Check-Act (PDCA) của W. Edwards Deming

Chu trình Kế hoạch-Thực hiện-Kiểm tra-Hành động, được tạo ra bởi W. Edwards Deming, là một phương pháp quản lý để cải thiện phương pháp kinh doanh để kiểm soát và cải tiến liên tục các quy trình và sản phẩm. Nó bao gồm bốn giai đoạn:
- Lên kế hoạch – xây dựng các mục tiêu và quy trình
- Thực hiện – thực hiện kế hoạch, chấp hành quy trình,tạo ra sản phẩm
- Kiểm tra – nghiên cứu kết quả thực tế và so sánh với kết quả mong muốn
- Hành động – ban hành các tiêu chuẩn mới[17]

### Chọn các thay đổi để thực hiện
Khi xác định những kỹ thuật mới nhất hoặc những đổi mới để áp dụng, có bốn yếu tố chính cần được xem xét:
- Mức độ, Mục tiêu,và các chiến lược
- Hệ thống đo lường
- Trình tự các bước
- Thực hiện và thay đổi tổ chức

### Quản lý quá trình thay đổi

Quản lý thay đổi liên quan đến sự cộng tác giữa tất cả nhân viên, từ cấp độ đầu vào đến quản lý cấp cao

Mặc dù có nhiều loại thay đổi tổ chức, khía cạnh phê bình là năng lực công ty để đạt được sự tin tưởng của nhân viên vào sự thay đổi. Quản lý sự thay đổi tổ chức hiệu quả là quá trình gồm có 4 bước:
- Nhận diện thay đổi trong môi trường kinh doanh rộng
- Đưa ra các điều chỉnh cần thiết phù hợp với nhu cầu công ty
- Huấn luyện nhân viên với những thay đổi thích hợp[19]
- Có sự hỗ trợ của nhân viên bằng sự thuyết phục từ những điều chỉnh thích hợp

Là một thực hành đa ngành đã phát triển như là kết quả của nghiên cứu học thuật, quản lý thay đổi tổ chức nên bắt đầu bằng một phân tích có hệ thống về tình hình hiện tại để xác định cả nhu cầu và khả năng thay đổi. Các mục tiêu, nội dung và quy trình thay đổi cần được xác định như là một phần của kế hoạch quản lý sự thay đổi.
Quá trình quản lý sự thay đổi cần phải được tiếp thị sáng tạo để khuyến khích sự giao tiếp giữa những người đang trong quá trình thay đổi, cũng như có hiểu biết sâu sắc về phong cách lãnh đạo và động lực nhóm. Khi có đường hướng đã rõ ràng trong một dự án chuyển đổi, quản lý sự thay đổi sẽ điều chỉnh kì vọng của nhóm, tích hợp vào trong các nhóm nhỏ và quản lý việc huấn luyện nhân viên. Để làm được như vây, cần phải sử dụng các công cụ đo hiệu suất như kết quả tài chính, hiệu quả hoạt động, cam kết của lãnh đạo và hiệu quả giao tiếp, nhu cầu thay đổi được hiểu để có kế hoạch cho chiến lược thích hợp, quyết tâm giải quyết các dự án đang có vấn đề, và tránh thất bại trong việc thay đổi.

### Các yếu tố để quản lý sự thay đổi thành công
Quản lý thay đổi thành công có nhiều khả năng xảy ra hơn nếu có những điều sau đây:
- Xác định mục tiêu có thể đo lường của các bên liên quan và tạo ra một trường hợp kinh doanh cho thành tích của họ (cần được cập nhật liên tục).
- Theo dõi các giả định, rủi ro, sự phụ thuộc, chi phí, lợi tức đầu tư, lợi ích và các vấn đề văn hóa
- Truyền thông hiệu quả để thông báo cho nhiều bên liên quan về lý do thay đổi (tại sao?), Lợi ích của việc thực hiện thành công (những gì có trong đó cho chúng tôi và bạn) cũng như chi tiết về thay đổi (khi nào? Ở đâu? chi phí là bao nhiêu?)
- Devise an effective education, training and/or skills upgrading scheme for the organization.Đưa ra một chương trình giáo dục, đào tạo và/hoặc nâng cấp kỹ năng cho tổ chức
- Giải quyết sự chống đối từ các nhân viên của các công ty và sắp xếp chúng theo hướng chiến lược tổng thể của tổ chức
- Cung cấp tư vấn cá nhân (nếu cần) để giảm bớt bất kỳ lo ngại nào liên quan đến thay đổi
- Giám sát việc thực hiện và tinh chỉnh và khi được yêu cầu

## Thách thức
Quản lý sự thay đổi là phải đối mặt với những khó khăn cơ bản của hội nhập và điều hướng, và các yếu tố con người. Quản lý thay đổi cũng phải tính đến khía cạnh con người, nơi cảm xúc và cách chúng được xử lý đóng một vai trò quan trọng trong việc thực hiện thay đổi thành công.

### Tích hợp
Theo truyền thống, các bộ phận phát triển tổ chức (OD) đã bỏ qua vai trò của cơ sở hạ tầng và khả năng thực hiện thay đổi thông qua công nghệ. Bây giờ, các nhà quản lý hầu như chỉ tập trung vào các thành phần cấu trúc và kỹ thuật của sự thay đổi. Sự liên kết và hội nhập giữa các thành phần chiến lược, xã hội và kỹ thuật đòi hỏi sự cộng tác giữa những người có các kỹ năng khác nhau.

### Định hướng
Quản lý thay đổi theo thời gian, được gọi là điều hướng, yêu cầu sự thích ứng liên tục.Nó đòi hỏi phải quản lý các dự án theo thời gian chống lại một bối cảnh thay đổi, từ các yếu tố liên tổ chức đến biến động thị trường. Nó cũng đòi hỏi sự cân bằng trong các tổ chức quan liêu giữa quản lý từ trên xuống và từ dưới lên, đảm bảo trao quyền cho nhân viên và tính linh hoạt.

### Các yếu tố con người
Một trong những yếu tố chính cản trở quá trình quản lý thay đổi là khuynh hướng tự nhiên của con người đối với quán tính. Cũng như trong định luật I về chuyển động của Newton, con người có khả năng chống thay đổi trong các tổ chức bởi vì nó có thể không thoải mái. Khái niệm làm mọi thứ theo cách này, bởi vì 'đây là cách chúng ta luôn luôn thực hiện chúng', có thể đặc biệt khó khắc phục. Hơn nữa, trong trường hợp một công ty đã thấy sự thịnh vượng đang giảm sút, cho một người quản lý hoặc điều hành để xem mình là một phần quan trọng của vấn đề có thể rất khiêm nhường. Vấn đề này có thể trầm trọng hơn ở các quốc gia mà "sĩ diện" đóng một vai trò lớn trong quan hệ giữa các cá nhân.
Để hỗ trợ vấn đề này, một số mô hình đã được phát triển giúp xác định sự sẵn sàng của họ cho sự thay đổi và sau đó đề xuất các bước mà qua đó họ có thể chuyển dịch. Một ví dụ phổ biến là ADKAR, một từ viết tắt viết tắt của nhận thức, mong muốn, kiến thức, khả năng và tăng cường. Bất cứ ở mức độ đầu tiên nào cũng không áp dụng cho cá nhân, nhóm hoặc tổ chức là bước đầu tiên để hoàn thành trong việc giúp họ thay đổi.

## Như một ngành học thuật

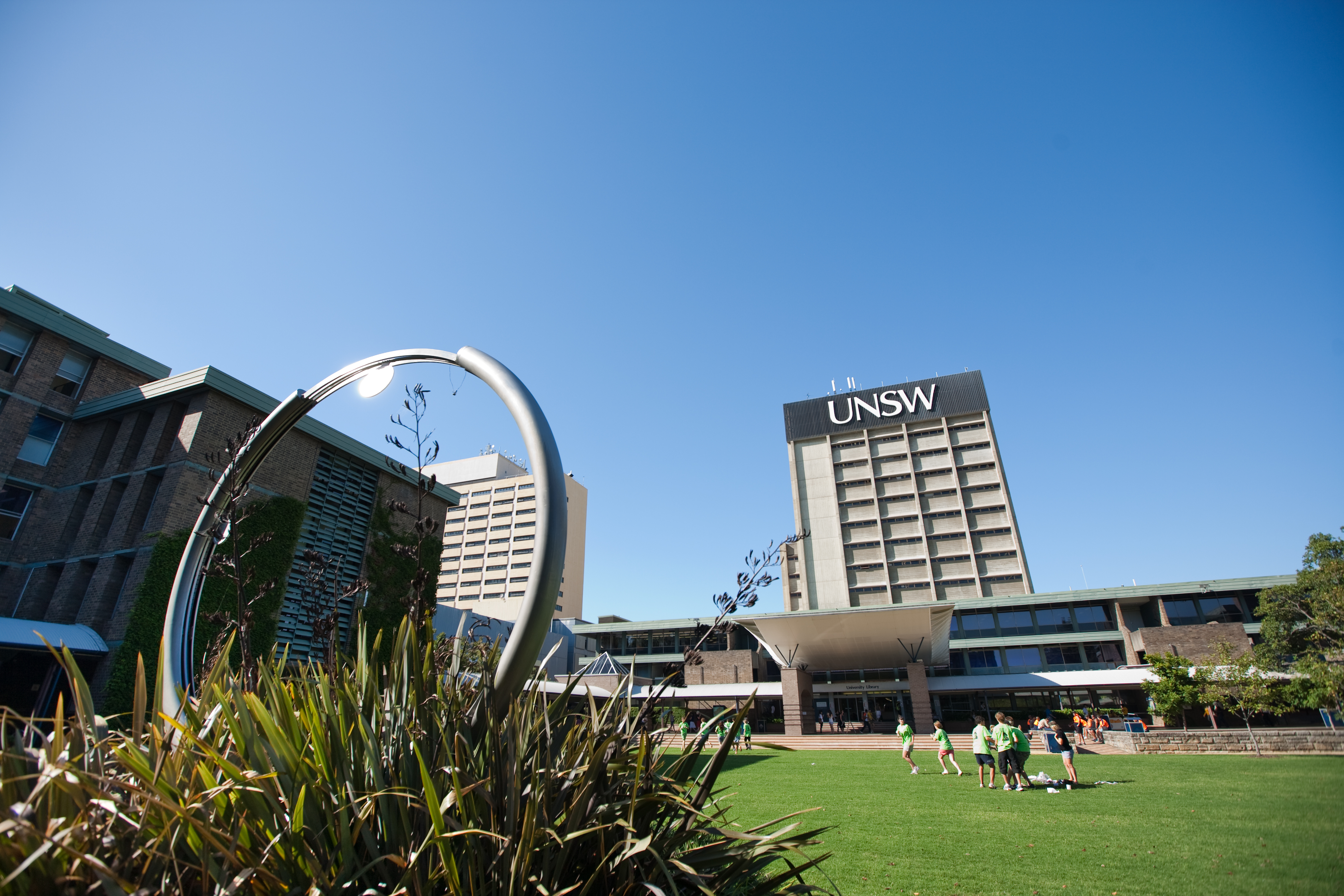
Đại học New South Wales cung cấp Chứng chỉ sau đại học về Quản lý thay đổi (GCCM)

Khi quản lý thay đổi trở nên cần thiết hơn trong chu kỳ kinh doanh của các tổ chức, nó bắt đầu được dạy như một ngành đào tạo tại các trường đại học. Ngày càng có nhiều trường đại học với các đơn vị nghiên cứu dành riêng cho việc nghiên cứu thay đổi tổ chức.

### Các trường đại học
- Đại học New South Wales, thông qua Trường Quản lý sau đại học của Úc, cung cấp Chứng chỉ tốt nghiệp về Quản trị thay đổi (GCCM) để phát triển các tác nhân thay đổi hiệu quả.
- Đại học Warwick và Đại học Sheffield ở Vương quốc Anh cung cấp các khóa học thay đổi tổ chức thông qua các chương trình kinh doanh của họ.
- Đại học Charles Sturt cung cấp Chứng chỉ tốt nghiệp về thay đổi tổ chức.
- Đại học Twente ở Hà Lan cung cấp một chương trình xuất sắc đa ngành để phát triển khả năng lãnh đạo thay đổi của các sinh viên hàng đầu của họ.